# ARGOS
Az ARGOS távérzékelési és vízügyi filmstúdió a magyar vízügyi és természetvédelmi légi felmérések végrehajtásának szervezete 1974 és 2008 között. Az évtizedek során különböző intézményekhez tartozott így több névváltoztatást élt meg. A vízügyi (árvíz-, belvíztérképezés, vízbázisok, bányatavak, szennyezések légi felvételezése) és nagy felbontású környezet- és természetvédelmi, valamint települési fotó-térképek készítését végezte. A hidegháború időszakában a topográfiai térképkészítési és felújítási célú légi fényképezést a Magyar Néphadsereg végezhette, mellette a Stúdió a hatvanas – nyolcvanas évek között egyedül rendelkezett (gyakorlatilag az ország teljes területére kiterjedő) légi fényképezési engedéllyel. A mindenkori felügyeleti szervek és megrendelők számára a repüléstervezéstől a végrehajtáson keresztül a felvételek feldolgozását és kiértékelését is végrehajtotta. Megrendelői elsősorban nemzeti parkok, kutatóintézetek, oktatási intézmények, államigazgatási szervezetek, vízügyi igazgatóságok, önkormányzatok, civil szervezetek, cégek és tervezőirodák voltak. Számukra légifelvételeket, fotó-térképeket, ortofotókat, és ezekből tematikus térképeket készített.

## A név eredete
Az ARGOS Stúdió a többször nevet cserélő Vízügyi Fotó és Filmszolgálat, Vízügyi Légi Szolgálat és hozzá tartozó távérzékelési apparátus „fedőneve”. Elnevezése a görög mitológiai alakra a százszemű „mindentlátó” pásztorra utal. A Stúdió az idők során különböző szervezetek keretén belül működött: VÍZDOK, VGI, KGI, VMLK, VITUKI Távérzékelési osztály.

## Előzmények
A két világháború között és a negyvenes években kezdődtek a különböző, nem csupán topográfiai célú légi fényképészeti felmérések. Az archeológiát, a vízgazdálkodást és a tájtörténeti munkákat támogató légi térképek készítésének a háború, valamint az azt követő "ész nélküli" titkosítási rendszer vetett véget. Az 1950-es években több ágazat jelezte légifelvétel igényét. Többek között a Vácrátóti Vegetációtérképezési Kurzusból kiinduló, Magyarország teljes növénytakarójának felmérését célzó munkához és egyéb, nagy volumenű feladatokhoz is benyújtották az igénylést, de a kérelmek elutasítása miatt nem juthattak légi felvételekhez. Repülőgépről fényképeket készíteni kizárólag a hadseregnek volt lehetősége, amelynek légi fotogrammetriai apparátusa a topográfiai célú térképészeti feladatokat látta el.

A hatvanas évek elejére – elsősorban a vízügyi felmérések tekintetében – elengedhetetlenné vált egy környezetvédelmi légi térképészeti légi felvételező szervezet létrehozása, repülőgépekkel, műszaki eszközökkel való felszerelése és a tevékenység gyors engedélyeztetési mechanizmusának kialakítása. A tevékenység 1974-ben került szervezett keretek közé, és 2008-ig látta el a magyarországi vízgazdálkodási, természetvédelmi és környezetvédelmi légi felmérés feladatköreit.

## Elődszervezetek és a Stúdió kialakulása
A háború előtti felmérések tapasztalatai az idő homályába vesztek, a felmérési térképek elkallódtak. Nehéz és aprólékos munkával kellett újra felépíteni, a semmiből megteremteni a nem katonai légi felmérések alappilléreit. Ezt a kitartó és úttörő munkát Ditzendy Arisztid nevéhez köthetjük, aki kiváló munkatársai tevékenységét összefogta és irányította.

„Az 1960-as években a vízügyi munkáknál, az erdő és vadgazdálkodásban, valamint a nagyüzemi növénytermesztésben lehet találkozni a légifotó-interpretáció gyakorlati alkalmazásával, de ezek még inkább csak kísérleti jellegű próbálkozások.” 
A vízügy első légifényképésze Hámori Szabolcs volt. A hatvanas – hetvenes évek fordulóján ő készítette a vízügyi légifelvételeket, majd az MTI fotósa lett. Ebben az időszakban dr. Juhász Ede és dr. Rádai Ödön a VITUKI munkatársai foglalkoztak fotó-interpretációval és ehhez gyakran – alkalmasint a légifelvételeket is maguk készítették.

1974-ben az OVF (Országos Vízügyi Főigazgatóság) elnöke (Dégen Imre)
által alapított Vízügyi Fotó és Filmszolgálat vezetésére Ditzendy Arisztid kapott
megbízást. Az eredetileg filmes szakember korán felismerte a légi
távérzékelésben rejlő lehetőségeket. Így ekkor már a Dél dunántúli Vízügyi
Igazgatóságon (Pécs) szerzett tapasztalatokkal látott munkához. A Vízügyi Dokumentációs és Tájékoztató Irodán (VIZDOK) belül működő Fotó- és Filmtechnikai osztály a Vízügyi Repülőszolgálattal, a VITUKI-val és a VIKÖZ Vízminőségi Felügyelet szakembereivel együttműködve, a kívánalmaknak megfelelő eljárásokat dolgozott ki. A berendezések, a kialakított eljárások és az elvégzett munkák hamar beigazolták a  gyakorlatban a csoport létjogosultságát, így a katonai, állami térképészeti légi felmérések mellett folyamatosan megkapták a légi fényképezési engedélyeket.
„A tudományos és- polgári célú fotó-interpretáció alkalmazásában lényeges előrelépést a vízügyi repülőgépek megvásárlása és a mezőgazdasági repülőgépes szolgálat fejlődése jelentett. Nem véletlen, hogy a nem térképészeti céllal történt foto-interpretáció gyakorlati alkalmazásában Magyarországon az 1960/70-es évek fordulóján a mezőgazdaság és a vízügyi munkák voltak az élenjárók.”

## A vízügyi és környezetvédelmi távérzékelés kialakulása Magyarországon
A II. világháború után (az 1950-es évektől) légifényképészeti tevékenység csak erős titokvédelmi ellenőrzés alatt létezhetett. Mérőkamerás –elsősorban térképészeti célú– légifelvételezést, katonai célokra a Magyar Néphadsereg Térképészeti Intézete, polgári célokra az 1960-as évektől a Földmérési Intézet szervezésében lehetett végrehajtani. A hatvanas évekre a katonai, topográfiai és közigazgatási célú légifényképezés mellett (amelyet kizárólag a térképészeti intézet Légifényképész alosztálya végezhetett a hadseregen keresztül) megszületik a nagyfelbontású, kis területeket adott időszakban megjelenítő,
interpretációs célú fotótérképek igénye. Az utóbbi, nagyrészletességű felvételeknek elsősorban a vízügy, a mezőgazdaság és a természetvédelem látja hasznát. A Stúdió ezeknek az igényeknek köszönheti létrejöttét. A frissen létesülő nemzeti parkok területi térképei, a szennyezések, erdőtüzek, viharkárok felmérése is légifelvétel-mozaikok alapján valósulnak meg. Ezek előállításához a VIZDOK Fotó és Filmtechnikai osztálya a korábbi pankromatikus alapanyagra készült, ferde tengelyű ("látványképek") mellett 1975-től megkezdte a közel függőleges tengelyű (lefelé tekintő) légifényképek, sztereo-párok, légifotó-mozaikok készítését. A szervezetet a legmodernebb Hasselblad és Canon fényképezőgépekkel, filmhívó- és nagyítógépekkel szerelték fel.
A vízügyi beruházások megalapozásához, a meliorációs munkálatok tervezéséhez, a folyamszakaszok térképeihez, régészeti és talajtérképezési célokra a vízügyi repülőszolgálat és a VÍZDOK (később Argos Stúdió) szolgáltatott nagyléptékű légi felvételeket.

## Az első multispektrális légifelvételek Magyarországon
1976. május 3-tól négy kamera párhuzamos optikai tengellyel való elhelyezésével és szimultán vezérlésével elkezdődik a több színsávos (multispektrális) felvételek készítése. Először a Balaton, azután régészeti lelőhelyek felmérésére, majd a vízszennyezések jobb felderítésére, pontosabb meghatározása céljából használták a technológiát.
A felvételek 3 db Hasselblad fényképezőgép egyidejű működtetésével 6x6 cm-es negatív méretben, hagyományos pankromatikus filmre készültek additív szűrőzéssel. A negyedik gép színes filmre dolgozott. A „színbontásos” felvételi eljárás nagyon jó eredményeket hozott. 1977. július 13-án dr. Ráday Ödön geológus sürgetésére elkészültek az első infravörös (IR) nagyfelbontású légitérkép Magyarországon. A felvételezett terület a Hévízi tó volt, a légifelvételek 3 kamerával infra, színes negatív és pánkromatikus filmre készültek, így később ezekből az anyagokból színes infravörös kompozit (CIR) ortofotó-mozaik előállítása is lehetséges volt. A fényképezést Vizy Zsigmond hajtotta végre. A Hévízről készült fotómozaikot számtalan, a közeli infarvörös tartományban is rögzítő multispektrális légi felmérés követte.

## Archeológiai légi felmérés
1976-ban a VIZDOK légifotó szolgálata bekapcsolódott az archeológiai légi felmérésekbe. Ekkoriban a rendkívül modern, Hasselblad 500 EL/M típusú fényképezőgépekkel dolgoztak, de új videókamera-készleteik, Canon F1 kisfilmes gépeik is voltak, automata filmtovábbítóval, 600 mm fókusztávolságig a legkülönbözőbb objektívekkel és egyéb kiegészítőkkel.
A stúdió a Magyar Tudományos Akadémia Régészeti Intézetének megbízásából végezte a magyar—szovjet együttműködés keretében folyó fenékpusztai feltárások légi fényképezését.  A felvételeket a dr. Juhász Ede által vízügyi célokra kidolgozott multispektrális eljárással készítették, 500, 1000 és 1500 méteres magasságból. A kísérlet sikerén felbuzdulva a Régészeti Intézet további repülésekkel bízta meg a VIZDOK-ot, így a munka 1977-ben is folytatódott további régészeti célú felvételezésekre került sor, így pl. 1977-ben Bács-Kiskun megyei régészeti lelőhelyek felderítését, 1980-ban (Vas megyében) a római kori borostyánút térképezését végezték.
A pilisszentkereszti középkori cisztercita kolostor és a dömösi Árpád-kori birtokközpont nagyrészletességű légi fényképeinek elkészítése után sor került a fekete-fehér infravörös légi fényképezés első magyarországi régészeti alkalmazására a szakmári őskori település fényképezésekor. A pozitív tapasztalatok alapján a Magyar Tudományos Akadémia állásfoglalása a következő: „Az elnökség a szükséges szakmai előkészítés után az illetékes tárcánál lépéseket tesz a régészeti célú légifényképezés megindítására" 
Az is megállapítást nyert, hogy a légréteg vastagságának a magassággal növekvő fátyolhatása miatt a kép részletgazdagsága, különösen a régészeti jelenségeket megjelenítő finom színkontrasztokat illetően jelentősen csökken, ezért a régészeti felméréseket 150 – 3000 méteres repülési magasságból, függőleges és ferde tengelyű felvételezéssel érdemes elvégezni. A VIZDOK a légi régészeti repülések sorát teljesítette, és a felvételkészítésen és átadott felmérési tapasztalatokon túl egyre gyakrabban fordult elő, hogy a kiértékelésben is igénybe vették a vízügyi és környezetvédelmi légi felmérő csoport szakembereinek munkáját. 1982-83-ban ismételték a fenékpusztai légi felmérést és az erődvárostól délre római tábort fedeztek fel a felvételek segítségével. 1982. március 22-én egy egyébként vízügyi célú repülés aprójából az egész tábor teljes kiterjedését sikerül lokalizálni.

## Települési és környezetvédelmi munkák
A Stúdió az 1970-es évek közepétől már nem csak vízügyi, régészeti és környezetvédelmi légi felvételezéseket végzett, de települések nagyfelbontású légifelvétel-térképeinek elkészítésére is vállalkozott.
A szervezet azon túl, hogy a repülésekben együttműködött a Vízügyi Repülőszolgálattal, jó kapcsolatot ápolt a Vízgazdálkodási Kutató Intézettel (VITUKI), a honvédséggel, és a Földmérési és Távérzékelési Intézettel (FÖMI).
A kísérleti fejlesztések a nyolcvanas években új lendületet kaptak az OMFB (Országos Műszaki Fejlesztési Bizottság) szervezésében zajló országos kutatási program megindulásával. Tovább fejlődött a termovíziós technológia (a légi hőtérképezés), elkezdődtek a digitális képelemzési kísérletek. /Licskó Az első vízgazdálkodási célú digitális légifénykép- feldolgozási kísérlet Magyarországon
Állapotfelmérési és távlati
fejlesztési célú felhasználásra 1987-ben elvégezték a Veszprém-megyei Balaton
parti települések légifényképezését (24 település).
A légifényképek által nyújtott nagy területre kiterjedő, egyidejű információk a települési nyilvántartási térképek aktualizálására (reambulálására) is kiválóan alkalmasak. Ezt felismerve a
Stúdió 1992-ben három város (Székesfehérvár, Veszprém, Budakeszi) ingatnyilvántartási térképeinek aktualizálását készítette el. Az épületállományban bekövetkezett változásokat ekkor még a méretarányosra transzformált fényképnagyításokra illesztett fóliafedvényen rajzolták meg. A következő években az eljárást egyre inkább a számítógéppel segített kiértékelés, és az eredmények vektoros térképállományokban való megjelenítése irányába fejlesztették. Felismerve az eredmények hasznosságát, objektivitását és relatív kedvező költségét, több település (Hévíz, Budakeszi, Halásztelek, Veszprém, stb.) rendszeres időközökben elkészíttette az épületállomány-változások
térképét, illetve táblázatos kimutatását.

## A Stúdió az 1990-es években
1992-ben az ARGOS Stúdió légifényképezési, légifelvétel-kiértékelési tevékenységének irányítását Licskó Béla vette át. 1992. július 20-án elkészítik Magyarország legnagyobb felbontású repülőgépről fényképezett analóg légifelvétel-térképét a székesfehérvári Zichy Ligetről. A személyzet tagjai: Sziklai Gábor légifényképész és Arday András pilóta. A 320 m repülési magasságból készített felvételeket digitalizálva 3,8 cm terepi felbontású teljes területfedéses fotótérkép készült 2012-ben. 1992-ben az ARGOS szervezésben mérte fel a Bükk hegység területét a Helsinki Műszaki Egyetem S-VHS multispektrális technológiával. 

Évente átlagosan ötven középformátumú légi felmérésre került sor. Rendszeresen fényképezték a Balaton parti sávját, a Szigetköz területét, a Kiskörei Tározót (Tisza-tó), valamint a Duna Budapest-Déli országhatár közötti szakaszát.Ezeken kívül sor került a víztározók, nagy tavaink, fő és mellékvizeink, védett természeti területek, városok és falvak, vízbázisok, szennyvíztisztítók, hulladéklerakók, kavicsbányák, turisztikai látványosságok és építkezések, állattartótelepek, vadasparkok, városközpontok, skanzenek, régészeti feltárások rendszeres légi fényképezésére is. A középformátumú légifelvételekkészítést és teljes fotográfiai kidolgozását a Stúdió berkein belül oldották meg. A felvételek információtartalmának kinyerését célzó fotointerpretációs feldolgozásokba az egyes szakterületek legtapasztaltabb szakembereit vonták be. A Stúdió szervezésében légi termovíziós felmérések is készültek. Ezek között a legjelentősebbek a Hévízi tó vízfelületének hőmérséklet-eloszlás vizsgálata, Dunántúli tőzegtüzek oltásának megalapozása, a Paksi Atomerőmű hűtővíz csóvájának Dunában történő elkeveredés-vizsgálata.A nagyformátumú mérőkamerás légifelvétel-készítést a Telecopter Kft. végezte az Argos Stúdió számára, de ezeket a felvételeket is a stúdió dolgozta fel. 

1999-ben a nagy volumenű belvízfelmérést hajtanak végre.

Az ezredfordulón magánkezdeményezésre elkezdődött Magyarország első digitális légifotó archívumának felépítése. A munka a Stúdió nem állami megrendelésre készült felvételeinek digitalizálásával indult, amelyet a jobb minőségű szkennerek beszerzésével többször újrakezdtek. Számos analóg felvétel ortorektifikációja valósult meg, így a régi képek térképi vetületbe illesztése immár szabatos fotómozaikokat, ortofotó-térképeket eredményezett.

## Vízbázisvédelem területén végzett munkák
1997-ben a vízbázisvédelem területén új jogszabály lépett hatályba [123/1997. (VII. 18.) Korm. rendelet], mely előírta a felszín alatti vízbázisok védelmét biztosító védőidomok és védőterületek meghatározásának szükségességét.[9] A jogszabály és az európai uniós irányelvek alapján megkezdődött diagnosztikai program végrehajtása során a sérülékeny földtani környezetben üzemelő, valamint a távlati vízbázisok légifelvételeit is felhasználták. A Stúdió jelentős részt vállalt a munkából. 1997 és 2000 között több, mint 70 vízbázis légi felvételezését végezték el, melyeket fotótérképekké dolgoztak fel. Közülük a legnagyobb kiterjedésűek Pápa-Tapolcafői és a Kincsesbányai vízbázisok. A felvételezett területek kb. 15%-áról felszínborítás térképeket is készítettek.

## A stúdió az ezredforduló után
1999-ben és 2000-ben nagy volumenű belvízfelméréseket hajtanak végre, melyek során összesen 3500 légifelvétel feldolgozásával, mintegy 20 000 km² terület 1:50 000 méretarányú digitális belvízelöntési térképét készítik el.[8]
A felméréseket továbbra is Hasselblad 500 EL típusú fényképezőgépekkel és KODAK légifilmekkel(MS és CIR) végezték, még egy Hasselblad fényképezőgéppel gyarapodott az állomány. A Hasselbladokban használható 70 mm-es légifilmek gyártásának fokozatos leállása késztette a Stúdiót a digitális felvételezési technikára való átállásra. Ennek kezdeményezése Licskó Béla, technikai lebonyolítása Bakó Gábor nevéhez köthető. A korszak professzionális képalkotó berendezéseinek laboratóriumi és légi tesztelése mellett számos szoftveres és repüléstechnikai probléma megoldását dolgozták ki. Bakó az e munkákban szerzett tapasztalatokból kiindulva később megtervezte az első magyar digitális légi mérőkamerát.
2006-ban került sor a digitális technológia bevezetésére. Először Nikon D3, majd Canon EOS-1Ds Mark III. és Nikon D3X fényképezőgépekkel dolgoztak. 

A Stúdió rendszeresen fényképezte az ország vizes élőhelyeit, tavait, folyóit. A leghosszabb időszakot átfogó (éves periódusú) idősoros légi-felmérés a Szigetköz 1984-től kezdődő multispektrális, nagyfelbontású felszínborítás-térképezésevolt, amelyre 2007-ben került sor utoljára. (Ez a felmérés digitalizálva nagyjából 20 cm terepi felbontású (M=1:2400) ortofotókat eredményezne.) Az ARGOS felvételei ma átlagosan 10 – 30 cm terepi felbontású (M=1:1200 – 1:3600) légifelvétel-térképeknek felelnének meg.
Az ezredfordulón magánkezdeményezésre elkezdődött Magyarország első digitális légifotó archívumának felépítése. A munka a Stúdió nem állami megrendelésre készült felvételeinek digitalizálásával indult, amelyet egyre jobb minőségű szkennerek beszerzésével folytatnak. Számos analóg felvétel ortorektifikációja valósult meg, így a régi képek térképi vetületbe illesztése immár szabatos fotómozaikokat, ortofotótérképeket[14] eredményezett.

Az Argos szerepét 2008-as megszűnésével az Interspect Csoport vette át.

## Az ARGOS légi fényképészei
Bakó Gábor (2006-2008)
Ditzendy Arisztid (1974)
Hámori Szabolcs (1974 előtt)
Juhász Ede dr. (1976)
Katona Sándor (1978-1979)
Klausz László (1980-1981)
Körtvélyesi László (1974-1976)
Licskó Béla (1993-1997)
Nagy Gábor (1983-1990)
Rádai Ödön dr. (1974 előtt)
Rakusz Ádám (2001)
Ruff János (2001-2007)
Sereg István (1992-1993)
Sziklai Gábor (1981-1993 és 1996-2001)
Szíjj Miklós (1977)
Szökrön László (1975)
Schermann Ákos (1974-1975)
Vizy Zsigmond (1974-1981 és 1983; 1985; 1993 és 2002)

## Az ARGOS Stúdió (VÍZDOK//VITUKI Távérzékelési osztály) távérzékelési, fotóinterpretációs,fotogrammetriaiszakemberei
Bakó Gábor
dr. Juhász Ede
Licskó Béla
Marek Miklós
dr. Ráday Ödön
Rakusz Ádám
Szandányi Emese
dr. Vekerdy Zoltán

## Az ARGOS pilótái
Arday András              (MALÉV)
Csanádi Norbert       (Vízügyi Repülő Szolgálat) sportrepülő, hadirepülő, repülőoktató, szakíró
Gyarmati János         (Vízügyi Repülő Szolgálat)
Horti Kálmán                (INDICATOR Rt.)
Katona Lajos             (Vízügyi Repülő Szolgálat)
Katona Sándor          (Vízügyi Repülő Szolgálat)
Krasznicsán László  (Vízügyi Repülő Szolgálat)
Kurunczi István         (Vízügyi Repülő Szolgálat)
Pusztai László             (INDICATOR Rt.)
Szalai Oszkár              (INDICATOR Rt.)

## A Vízügyi Légi Szolgálat repülőgépei és helikoptere
|        |                                                 |           |
| HA-OME | Super Aero                                      | 1960-1971 |
| HA-LDA | Let L–200 Morava–D                              | 1962-1982 |
| HA-LDF | Let L–200 Morava–D                              | 1966-1981 |
| HA-MMS | Kamov KA-26 (gyári szám: 7303307)               | 1974-     |
| HA-YGA | PZL–101 Gawron (Gavron)                         | 1968-1976 |
| HA-YDA | Pilatus PC–6 Turbo Porter                       | 1986-1988 |
| HA-YDC | Pilatus PC–6 Turbo Porter                       | 1971-1992 |
| HA-YDE | Pilatus PC–6 Turbo Porter                       | 1981-1994 |
| HA-YMA | Maule M-7-235C Super Rocket (Gyári szám: 4079C) | 1991-1994 |
| HA-YMB | Maule M-7-235C Super Rocket (Gyári szám: 4081C) | 1991-1994 |
| HA-JDJ | Cessna 182E Skylane (Gyári szám: 18254279)      | 2002-2008 |
| HA-ANV | PZL-Mielec An-2TD (Gyári szám: 1G231-48)        | 2002-2008 |
| HA-SVA | Cessna TU206E Turbo Stationair                  | 2003-2008 |